# Frantz
Frantz – niemiecko-francuski film dramatyczny z 2016 roku w reżyserii François Ozona, wyprodukowany przez francuską wytwórnię Mars Films. Główne role w filmie zagrali Pierre Niney i Paula Beer.
Premiera filmu odbyła się 7 września 2016 we Francji. Trzy tygodnie później, 29 września, obraz trafił do kin na terenie Niemiec. W Polsce premiera filmu odbyła się 4 sierpnia 2017.

## Fabuła
Akcja filmu rozgrywa się w roku 1919 w Niemczech. Anna odwiedza grób Frantza – narzeczonego, który zginął podczas I wojny światowej. Kobieta odkrywa, że na mogiłę ukochanego przychodzi też młody Francuz, Adrien. Mężczyzna składa kwiaty i mówi jej, że był przyjacielem zmarłego. Prosi Annę, aby przedstawiła go rodzinie. Przybysz szybko zaczyna odgrywać coraz ważniejszą rolę w życiu kobiety.

## Obsada
- Paula Beer jako Anna
- Pierre Niney jako Adrien
- Ernst Stötzner jako doktor Hoffmeister
- Marie Gruber jako Magda Hoffmeister
- Johann von Bülow jako Kreutz
- Anton von Lucke jako Frantz
- Cyrielle Clair jako matka Adriena
- Alice de Lencquesaing jako Fanny

## Produkcja
Zdjęcia do filmu kręcono w Görlitz, Quedlinburgu, Wernigerode, Osterwieck i na formacji skalnej Teufelsmauer w Niemczech oraz w Paryżu, Ballancourt-sur-Essonne, Eymoutiers i Senlis we Francji. Okres zdjęciowy trwał przez dwa miesiące od 25 sierpnia do 20 października 2015 roku.

## Odbiór

### Krytyka w mediach
Film Frantz spotkał się z pozytywnymi recenzjami od krytyków. W serwisie Rotten Tomatoes średnia ocen filmu wyniosła 90% ze średnią oceną 7,4 na 10. Na portalu Metacritic średnia ocen wyniosła 73 punkty na 100.

## Nagrody i nominacje
| Rok  | Miejsce                                       | Nagroda           | Kategoria                                                                      | Odbiorcy i nominowani                              | Wynik     |
| ---- | --------------------------------------------- | ----------------- | ------------------------------------------------------------------------------ | -------------------------------------------------- | --------- |
| 2016 | 73. Międzynarodowy Festiwal Filmowy w Wenecji | Nagroda Specjalna | Nagroda im. Marcello Mastroianniego dla najlepszego młodego aktora lub aktorki | Paula Beer                                         | Wygrana   |
| 2016 | 73. Międzynarodowy Festiwal Filmowy w Wenecji | Złoty Lew         | Udział w konkursie głównym                                                     | François Ozon                                      | Nominacja |
| 2017 | 42. ceremonia wręczenia Cezarów               | Cezar             | Najlepsze zdjęcia                                                              | Pascal Marti                                       | Wygrana   |
| 2017 | 42. ceremonia wręczenia Cezarów               | Cezar             | Najlepszy film                                                                 | Eric Altmayer, François Ozon i Nicolas Altmayer    | Nominacja |
| 2017 | 42. ceremonia wręczenia Cezarów               | Cezar             | Najlepszy aktor                                                                | Pierre Niney                                       | Nominacja |
| 2017 | 42. ceremonia wręczenia Cezarów               | Cezar             | Najlepszy reżyser                                                              | François Ozon                                      | Nominacja |
| 2017 | 42. ceremonia wręczenia Cezarów               | Cezar             | Najbardziej obiecująca aktorka                                                 | Paula Beer                                         | Nominacja |
| 2017 | 42. ceremonia wręczenia Cezarów               | Cezar             | Najlepsza muzyka filmowa                                                       | Philippe Rombi                                     | Nominacja |
| 2017 | 42. ceremonia wręczenia Cezarów               | Cezar             | Najlepsza scenografia                                                          | Michel Barthélémy                                  | Nominacja |
| 2017 | 42. ceremonia wręczenia Cezarów               | Cezar             | Najlepsze kostiumy                                                             | Pascaline Chavanne                                 | Nominacja |
| 2017 | 42. ceremonia wręczenia Cezarów               | Cezar             | Najlepszy dźwięk                                                               | Benoit Gargonne, Jean-Paul Hurier i Martin Boissau | Nominacja |
| 2017 | 42. ceremonia wręczenia Cezarów               | Cezar             | Najlepszy montaż                                                               | Laure Gardette                                     | Nominacja |
| 2017 | 42. ceremonia wręczenia Cezarów               | Cezar             | Najlepszy scenariusz adaptowany                                                | François Ozon                                      | Nominacja |